# Різдвяна вулиця (Черкаси)
Вулиця Різдвя́на — вулиця в Черкасах.

## Розташування
Вулиця складається з двох частин. Перша частина починається від вулиці Толстого і простягається на 1,5 км, впираючись у вулицю Нарбутівську. Друга частина починається від вулиці Нарбутівської, за 150 м на північ уздовж вулиці від кінця першої частини, і простягається на 3,9 км, перетинаючи проспект Хіміків і далі заглиблюючись у промислову зону.

## Опис
Вулиця вузька. Перша ділянка повністю та друга між проспектом і вулицею 14 грудня заасфальтовані.

## Походження назви
Вперше вулиця згадується 1893 року як Різдвяна. Названа так була через розташування на ній церкви Різдва Пресвятої Богородиці, що знаходилась на розі з бульваром Шевченка. В 1923 році була перейменована у вулицю Подвигу. Під час німецької окупації 1941—1943 років називалась Козацькою. В 1943 році перейменована на честь Будьонного, а в 1957 році на честь Лазо.
У 1992-1993 роках була перейменована на Різдвяну, на честь Різдва Христового.